# Geraci Siculo
Geraci Siculo (sicilià Jiraci) és un municipi italià, dins de la ciutat metropolitana de Palerm. L'any 2007 tenia 2.101 habitants. Limita amb els municipis de Castel di Lucio (ME), Castelbuono, Gangi, Nicosia (EN), Petralia Soprana, Petralia Sottana i San Mauro Castelverde.

## Administració
| Període | Identitat      | Partit        |
| ------- | -------------- | ------------- |
| 2007-   | Bartolo Vienna | Llista cívica |

## Història
El 1338 fou escenari d'una cruenta batalla entre Pere II de Sicília i Francesc I de Ventimiglia.